# Џеф Тиг
Џеф Демарко Тиг (енгл. Jeffrey Demarco Teague; Индијанаполис, Индијана, 10. јун 1988) амерички је кошаркаш. Игра на позицији плејмејкера, а тренутно наступа за Милвоки баксе.

## Средња школа
Тиг је похађао средњу школу у Индијанаполису, савезна држава Индијана где је као сениор у сезони 2006/07. у просеку бележио 22 поена и 4 асистенције по утакмици.
Према избору часописа Rivals.com, Тиг је проглашен за 9. плејмејкером и 57. играчем године у САД за 2007. годину.

## Колеџ каријера
Тиг је играо колеџ кошарку за Вејк Форест. Као новајлија сезоне 2007/08. Тиг је био други по броју постигнутих поена у тиму, постижући у просеку 13,9 поена по утакмици. Испред њега је био само други новајлија Џејмс Џонсон са 14,6 поена.
У својој другој сезони 2008/09. Тиг постаје први играч са Вејк Фореста који се налази у избору за Ол Американа још од сезоне 2004/05. када је ту изабран Крис Пол, а 13. у историји школе. Нашао се у најужем изборз за награду Боб Кузи и Џон Вуден као и за трофеј Оскара Робертсона. Предводио је Вејк Форест у броју постигнутих поена са 18,8 по утакмици, у броју астистенција по мечу са 3,5 асистенција, у броју украдених лопти са 1,9 украденом лоптом по утакмици и у проценту шута за три поена са 48,5%.. Постигао је преко 1000 поена за колеџ и постао тек 45. играч којем је то пошло за руком. . Рекорд колеџ каријере му је 34 поена које је постигао 11. јануара 2009. године у победи над Северном Каролином од 92-89.
Дана 8. априла 2009. Године Тиг се пријавио за НБА драфт и тако ставио тачку на своју две године дугу колеџ каријеру.

## НБА каријера

### Атланта хокси (2009—2016)

#### Сезона 2009/10.
Тиг је изабран као 19. пик од стране Атланта Хокса на драфту 2009. године. 20. јула 2009. године, потписао је руки уговор са Хоксима.. Као новајлија у сезони 2009/10. у просеку је бележио 3,2 поена, 1,7 асистенција и 0,9 скокова уз проценат шута из игре од 39,6% и 83,7% са линије пенала за 10,1 минута проветених у игри. Играо је 71 утакмицу у регуларном делу сезоне(од тога је три пута почео као стартер) и био је десети руки по броју асистенција. Сезону је завршио у прилично доброј форми, поставивши рекорд каријера са 24 поена, 15 асистенција и пет скокова у утакмици против Кливленд кавалирса 14. априла. Шутирао је из игре 11-19 и на терену провео свих 48 минута. У плеј офу није добијао запажену улогу, а његова Атланта је изгубила у полуфиналу конференције од Орландо меџика.

#### Сезина 2010/11.
У својој другој сезони 2010/11. је просечно бележио 5,2 поена, 2,0 асистенције и 1,5 скокова за 13,8 минута проведених на паркету уз проценту шута од 43,8% из игре, 37,5% за три поена и 79,4% са линије слободних бацања. Имао је двоцифрене поентерске учинке у 12 наврата, укључујући и три 20+ утакмице. Предводио је тим у броју асистенција 4 пута, а 3 пута у броју постигнутих поена. 12. марта 2011. године је изједначио рекорд каријере са 24 поена у победи од 91-82 над Портланд трејлблејзерсима. Током прве рунде плеј офа 2011. године против Орландо меџика, Тиг је играо испод 10 минута у само две утакмице. Хокси су славили у тој серији са 4-2. Тиг је пребачен у прву петорку у серији другог кола плеј офа против Чикаго булса због повреде Кирка Хајнрика. Тиг је почео као стартер свих шест утакмица против Булса, у серији коју су Хокси изгубили са 4-2. Тиг је у просеку бележио 14,8 поена, 4.2 асистенције за 38,1 минута проведених на терену у својих првих шест стартова у плеј-офу, што је било доста више од његових бројки током регуларне сезоне.

#### Сезона 2011/12.
Током сезоне 2011/12. Тиг је био један од играча који су највише напредовали. Почео је свих 66 утакмица, у просеку постизао 12,6 поена, 4.9 асистенција, хватао 2,4 скока и крао 1,6 лопти по мечу за 33,1 минута колико је проводио на терену, уз проценте шута 47,6% из игре 34,2% за три поена и 75,7% са линије слободних бацања. Био је осми крадљивац лиге, са 106 украдених лопти укупно, 10 по просечном броју украдених лопти, 20 по односу броја асистенција и украдених лопти, 22 по броју асистенција са 321 укупно, 23 по броју асистенција по мечу и 40 по успешности шута из игре. . Имао је 10 утакмица у којима је постизао 20+ поена и 3 дабл-дабла током регуларне сезоне. Такође доброј сезони додао је и 4 утакмице у плеј офу у којима је био двоцифрен. Хокси су у плеј офу те године били поражени од Бостон селтикса резултатом 4-2.

#### Сезона 2012/13.
У сезони 2012/13. Џеф је бележио рекор каријере по броју постигнутих поена 14,6 по утакмици и 7,2 асистенција, томе је додао 2,3 скока и 1,5 украдених лопти по утакмици за 32,9 минута колико је проводио на терену уз проценте шута од 45,1% из игре, 35,9% за три поена и 88,1% са линије слободних бацања.Одиграо је највише утакмица од свих саиграча, чак 80 од којих је 78 почео као стартер. Имао је десет утакмица са 20+ поена и 10+ асистенција током сезоне (и тиме се придружио Питу Маравићу који је имао 12 таквих утакмица током сезоне 1972/73. и Едију Џонсону који је имао 11 таквих утакмција током сезоне 1984/85.). 16. јанура 2013. године постигао је рекорд каријере са 28 поена у победи од 109-95 над Бруклин нетсима. Учествовао је у такмичењу у вештинама током Ол стар викенда. И ове године Хокси су били поражени у првој рунди плеј офа, овог пута од Индијана пејсерса.

#### Сезона 2013/14.
Дана 10. јула 2013. године Милвоки бакси су Џефу понудили четворогодишњи уговор на 32 милиона долара. Хокси су ипак одлучили да изједначе понуду и тако је остао у тиму који га је изабрао на драфту. 26. децембра 2013. године постигао је 34 поена у победи над Кливленд кавалирсима после два продужетка, чиме је поправио свој лични рекорд. . 18. марта 2014 године, изједначио је рекорд каријере од 34 поена у победи против Торонто репторса. 14. априла први пут у каријери је проглашен за играча недеље у источној конференцији и тиме је награђен за одличне партије које је пружао у периоду од 7. до 13. априла. Током поменуте недеље у просеку је бележио 20,3 поена, 5.8 асистенција, 2.0 скока и 1,8 украдених лопти за 33,8 минута проведених на паркету уз проценте шута од 50,9% из игре и 91,7% са линије пенала. Предводио је свој тим до скора од 3-1.
Хокси су сезону завршили као осми на истоку и поново су изгубили од Индијана пејсерса, овај пут у седам укатмица. Тиг је био двоцифрен у свих седам утакмица, од којих је у три забележио 20+ поена и имао један дабл-дабл. Поставио је свој рекорд по броју постигнутих поена у плеј-офу 1. маја када је постигао 29 поена. Први дабл-дабл у плеј офу забележио је 24. априла (22 поена 10 асистенција).

#### Сезона 2014/15.
Дана 29. јануара 2015. Тиг је први пут изабран у Ол стар селекцију и то као резерва у екипи источне конференције. Тиг је био један од лидера екипе која је без већих проблема те године завршила на првом месту истока. У првој рунди плеј офа играли су против осмих носиоца Бруклин нетса. У тој серији Тиг је у просеку бележио 14,2 поена и 7,8 асистенција. У шестој утакмици Тиг је имао 13 асистенција, без иједног постигнутог поена и на тај начин је помогао Хоксима да серију затворе доминантно, победом од 114-87. У полуфиналу источне конференције његова Атланта се састала са Вашингтон визардсима. Тиг је у серији просечно постизао 16,3 поена и 7,0 асистенција по утакмици. У четвртој утакмици Тиг је постигао 26 поена и имао 8 асистенција. Од 26 поена колико је постигао 10 поена забележио је у четвртој четвртини и погодио три веома важне тројке у задњим минутама меча и на тај начин био је један од најзаслужнијих за победу Хокса од 106-101. Том победом серија је изједначена на 2-2 и враћена у Атланту. У шестој утакмици постигао је 20 поена и имао је 7 асистенција, од којих су две упућене Демарију Керолу у последњим тренуцима меча донеле Хоксима 4 поена разлике. Повели су са 94-91 и након тога је Пол Пирс промашио тројку за изједначење и на тај начин серија је завршена резултатом 4-2 за Хоксе. Такмичење су завршили у финалу источне конференције, где су поражени од Кливленд кавалирса.

#### Сезона 2015/16.
При почетку сезоне 2015/16. Тиг почиње борбу за минута са Денисом Шредером који је као играч са клупе напредовао и почео да узима Џефове минуте. Борба за минуте је утицала не Џефову продуктивност. На средини сезоне, Тиг је често помињан као потенцијално појачање више екипа коју су показале интересовање за овог плеја. 1. фебруара 2016. . 1. фебруара 2016. Тиг је одиграо утакмицу сезоне у којој је постигао 32 поена од којих је чак 15 постигао изван линије за три поена у победи на Далас мавериксима од 112-97. T. Тиг је помогао те сезоне Хоксима да дожу до пулуфинала конференције, где су пометени од Кливленд кавалирса предвођених Леброном Џејмсом.

### Индијана пејсерси (2016/2017)
Дана 7. јула 2016. Џеф је трејдован у Индијана пејсерсе у трејду у којем су учествовали још и Јута Џезери. . На отварању сезоне на првој утакмици за Индијану 26. октомбра 2016. године постигао је 20 поена и имао 8 асистенција у победи од 130-121 над Далас мавериксима после продужетка. 9. новембра је постигао рекод сезоне од 30 поена у победи од 122-115 после продужетка над Филаделфија севентисиксерсима. . 20. новембра је изједначио рекорд сезоне од 30 поена и томе додао 9 асистенција и 6 украдених лопти у победи од 115-111 над Оклахомом после продужетка. 30. децембра је поставио рекорд каријере по броју асистенција када је имао 17 успешних додавања у победи над Чикаго булсима од 111-101. У сезони 2016-17 Тиг постаје први играч још од Мајка јр. Данливија који је имао 82 одигране утакмице у сезони 2007-08.

### Минесота тимбервулси (2017–до данас)
Дана 10. јула 2017. године Тиг је потписао трогодишњи уговор са Минесота тимбервулсима вредан 57 милиона долара. 27. децембра 2017. године у мечу против Денвер нагетса Тиг је доживео повреду колена што га је удаљило од терена неколико недеља. У тим се вратио 10. јануара против Оклахоме након што је пропустио седам утакмица. Играо је 26 минута и постигао је 8 поена уз 4 скока и 3 асистенција у победи од 104-88.

## Успеси

### Клупски
- Милвоки бакси:
  - НБА (1): 2020/21.

### Појединачни
- НБА Ол- стар меч (1): 2015.

## НБА статистика

### Регуларни део сезоне
| Година  | Тим      | Одиг. утакмица | Утак. почео | Мин  | % шута | 3поена % | слоб. бац. % | Скок. | Асисњ. | Укр. лоп. | Блок. | Поена |
| ------- | -------- | -------------- | ----------- | ---- | ------ | -------- | ------------ | ----- | ------ | --------- | ----- | ----- |
| 2009-10 | Атланта  | 71             | 3           | 10.1 | .396   | .219     | .837         | .9    | 1.7    | .5        | .2    | 3.2   |
| 2010-11 | Атланта  | 70             | 7           | 13.8 | .438   | .375     | .794         | 1.5   | 2.0    | .6        | .4    | 5.2   |
| 2011-12 | Атланта  | 66             | 66          | 33.1 | .476   | .342     | .757         | 2.4   | 4.9    | 1.6       | .6    | 12.6  |
| 2012-13 | Атланта  | 80             | 78          | 32.9 | .451   | .359     | .881         | 2.3   | 7.2    | 1.5       | .4    | 14.6  |
| 2013-14 | Атланта  | 79             | 79          | 32.2 | .438   | .329     | .846         | 2.6   | 6.7    | 1.1       | .2    | 16.5  |
| 2014-15 | Атланта  | 73             | 72          | 30.5 | .460   | .343     | .862         | 2.5   | 7.0    | 1.7       | .4    | 15.9  |
| 2015-16 | Атланта  | 79             | 78          | 28.5 | .439   | .400     | .837         | 2.7   | 5.9    | 1.2       | .4    | 15.7  |
| 2016-17 | Индијана | 82             | 82          | 32.4 | .442   | .357     | .867         | 4.0   | 7.8    | 1.2       | .4    | 15.3  |
| 2017-18 | Минесота | 70             | 70          | 33.0 | .446   | .368     | .845         | 3.0   | 7.0    | 1.5       | .3    | 14.2  |
| Укупно  | Укупно   | 670            | 535         | 27.6 | .447   | .357     | .884         | 2.5   | 5.7    | 1.2       | .3    | 12.7  |
| Ол стар | Ол стар  | 1              | 0           | 13.4 | .667   | 1.000    | .000         | 1.0   | 2.0    | 2.0       | .0    | 14.0  |

### Плеј оф
| Година | Тим      | Одиг. утакмиа | Утак. почео | Мин  | % шута | 3 поена % | слоб. бац. % | Скок. | Асист. | Укр. лоп. | Блок. | Поена |
| ------ | -------- | ------------- | ----------- | ---- | ------ | --------- | ------------ | ----- | ------ | --------- | ----- | ----- |
| 2010   | Атланта  | 9             | 0           | 6.6  | .333   | .400      | -            | .2    | .4     | .3        | .1    | 1.8   |
| 2011   | Атланта  | 8             | 6           | 29.8 | .514   | .143      | .826         | 2.1   | 3.5    | .8        | .4    | 11.8  |
| 2012   | Атланта  | 6             | 6           | 37.5 | .411   | .412      | .895         | 3.7   | 4.2    | .8        | .8    | 14.0  |
| 2013   | Атланта  | 6             | 6           | 35.5 | .333   | .300      | .821         | 2.8   | 5.0    | 1.5       | .3    | 13.3  |
| 2014   | Атланта  | 7             | 7           | 34.6 | .393   | .333      | .950         | 3.7   | 5.0    | 1.0       | .6    | 19.3  |
| 2015   | Атланта  | 16            | 16          | 33.1 | .410   | .323      | .867         | 3.2   | 6.7    | 1.5       | .4    | 16.8  |
| 2016   | Атланта  | 10            | 10          | 27.9 | .380   | .250      | .846         | 1.9   | 6.2    | .6        | .2    | 14.5  |
| 2017   | Индијана | 4             | 4           | 35.5 | .489   | .529      | .833         | 3.3   | 6.3    | 1.0       | .8    | 17.0  |
| 2018   | Минесота | 5             | 5           | 30.6 | .451   | .389      | .706         | 3.6   | 5.8    | .6        | .4    | 13.0  |
| Укупно | Укупно   | 71            | 60          | 29.3 | .410   | .337      | .856         | 2.6   | 4.9    | .9        | .4    | 13.5  |

## Приватни живот
Тиг је син Шона и Керол Тиг. Његов отац је играо колеџ кошарку за Мисури и Универзитет Бостон где га је тренирао Рик Питино.
Тиг има четворо браће и сестара икључујући и Маркиса који је играо као плејмејкер на Универзитету Кентаки одакле су га драфтовали Чикаго Булси 2012 године..